# Cour des Ateliers
Pour les articles homonymes, voir Atelier (homonymie).
La cour des Ateliers est une voie située dans le 14e arrondissement de Paris, en France.

## Situation et accès
C'est une impasse qui commence au 64 boulevard Jourdan.

## Origine du nom

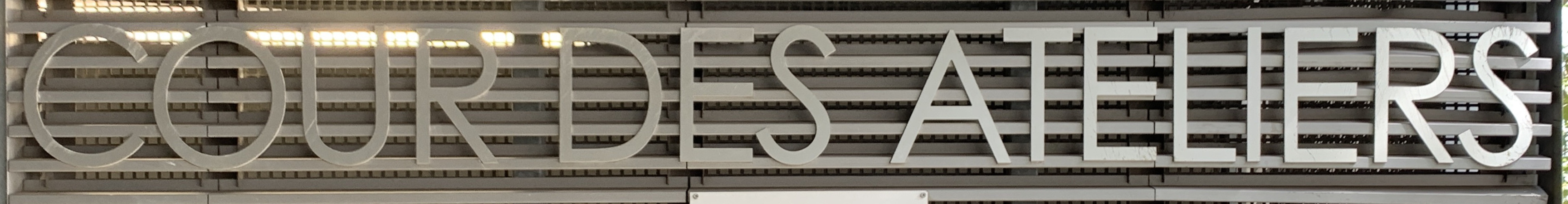
Plaque de la cour.

Elle a été nommée ainsi en 2017 « en rappel de l'histoire industrielle (passée et future) du site ».